# Archimède (bande dessinée)
Pour les articles homonymes, voir Archimède (homonymie).
Archimède est une série de bande dessinée belge humoristique de Bob de Groot au scénario et Turk au dessin.

## Synopsis
Archimède vit dans un monde complètement farfelu où tout peut arriver.

## Personnages
Archimède, héros de la série.

## Publication

### Albums
La série na jamais été publié en album.

### Revues
- Archimède et l'archimonde,  publiée dans le no 1579 du journal Spirou (1968).
- Archimède et la brigade anti-gangue, publiée dans le no 1568 du journal Spirou (1968).
- On sonne chez Archimède, publiée dans le no 1593 du journal Spirou (1968.